# 托马塞利咖啡馆

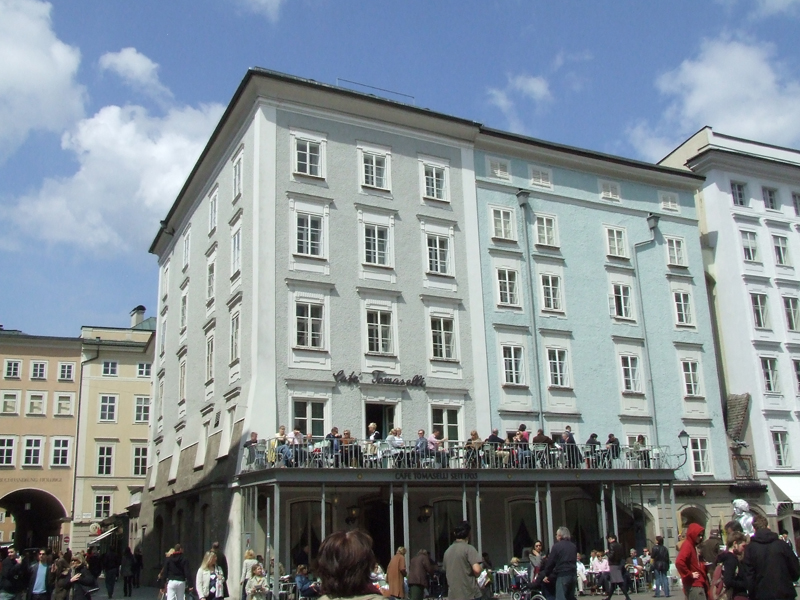
托马塞利咖啡馆

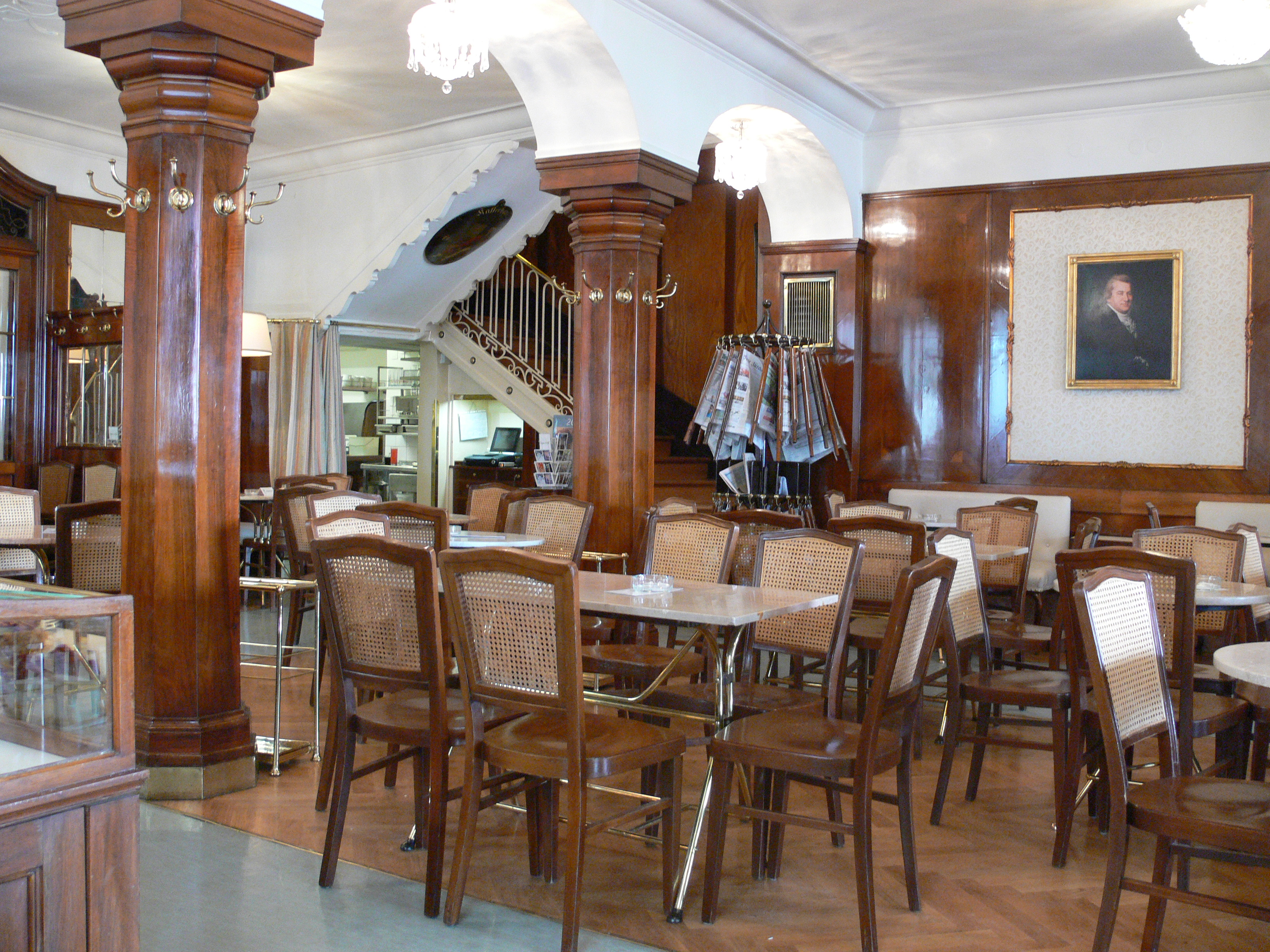

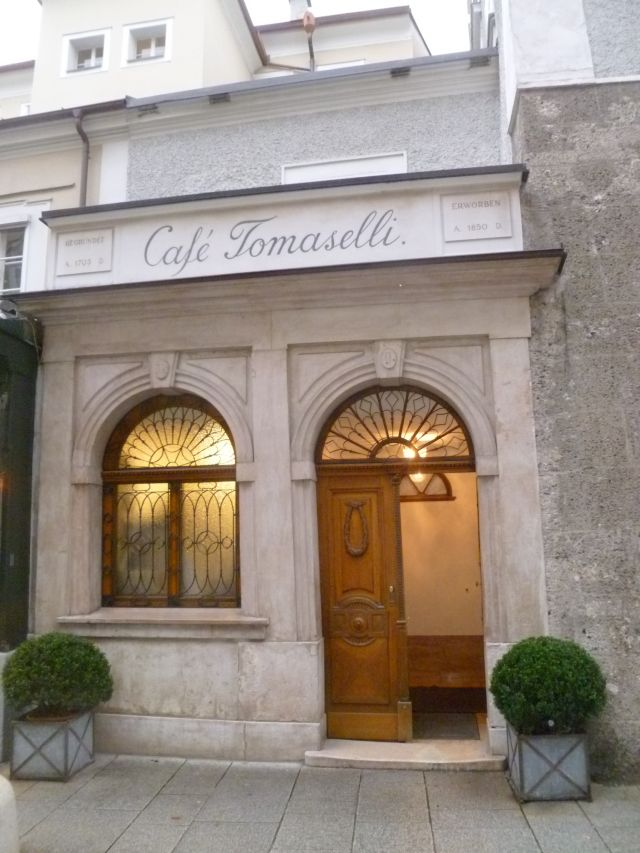

托马塞利咖啡馆（Café Tomaselli）位于奥地利萨尔茨堡的老集市广场，是奥地利现存最古老的咖啡馆。它的历史可以追溯到1700年。
从1852年3月12日，该咖啡馆由托马塞利家族拥有。米兰男高音朱塞佩·托马塞利的儿子卡尔·托马塞利获得咖啡馆。该家族与莫扎特家交往。莫扎特的遗孀康斯坦斯·冯·尼森再婚，1820年至1826年住在这所房子里。
第二次世界大战后，咖啡馆一度曾被美国没收，开设四十二街咖啡馆。1950年归还托马塞利家族。